# Стадион Педро Мареро
Стадион Педро Мареро (шп. Estadio Nacional de Fútbol Pedro Marrero) је вишенаменски стадион у граду Хавана, Куба. Има капацитет да прими максимум од 30.000 гледалаца
Овај стадион седиште клуба ФК Сјудад де Ла Хабана и има редовни капацитет од око 28.000 гледалаца, он је вишенаменски стадион у граду. Тренутно се користи за фудбалске утакмице локалних турнира и за репрезентацију.
Стадион Панамерикано, је био место одржавања Пан америчких игара 1991. није коришћен, иако се налази у истом граду, у истој мери као стадион Педро Мареро за утакмице кубанског фудбалског тима, упркос томе што је мултифункционалан, модернији и највећег капацитета. (34.000 гледалаца).

## Историјат стадиона
Стадион, капацитета 28.000 људи, изграђена је 1929. године и званично отворена 10. октобра 1930. године, што је чини једном од најстаријих изграђених на Карибима.
Првобитно се звао Гран Естадио Сервесерија Тропикал (или познатије, Ла Тропикал), и био је место одржавања легендарног Бакарди купа 1937, колеџ фудбалског шампионата (који се играо само у годинама 1907, 1910, 1912, 1921, 1937. и 1946) и многе утакмице Кубанске бејзбол лиге, најпопуларнијег спорта у земљи.
После револуције, преименован је у Педро Мареро, у част Педра Марера Аизпуруе, младића који је погинуо током кубанске револуције у нападу на касарну Монкада.